# أسكانيا-نوفا
أسكانييا-نوفا (Асканія-Нова) هي بلدة من النمط المدني في محافظة كيرسون في أوكرانيا.